# Dinotrux
Dinotrux er en canadisk/amerikansk animeret action-eventyr-tv-serie, som blev sendt på Netflix fra 2015. Serien blev produceret af Dreamworks, I Danmark havde serien premiere den 14. august 2015 fra Netflix.

## Danske stemmer
- Mathias Klenske som Ty og Click-Clack
- Malene Tabart
- Bjarne Antonisen
- Annevig Schelde Ebbe
- Niclas Mortensen
- Simon Nøiers
- Studie: STC Studios